# Chlustina
Chlustina est une commune du district de Beroun, dans la région de Bohême-Centrale, en Tchéquie. Sa population s'élevait à 238 habitants en 2020.

## Géographie
Chlustina se trouve à 2 km à l'est du centre de Žebrák, à 16 km au sud-ouest de Beroun et à 44 km au sud-ouest de Prague.
La commune est limitée par Hředle au nord, par Bavoryně et Stašov à l'est, par Praskolesy au sud, et par Žebrák à l'ouest.

## Histoire
La première mention écrite de la localité date de 1170.